# Premio Malice Domestic Poirot
Il premio Malice Domestic Poirot (Malice Domestic Poirot Award), viene assegnato dal 2003 in riconoscimento del significativo contributo di un non-autore sul genere mistero. Il premio prende il nome Hercule Poirot, un personaggio famoso immaginario della criminalità inglese, creato dalla scrittrice Agatha Christie (1890-1976). Nominato per il premio Agatha e vincitore del primo premio, l'attore inglese David Suchet, rappresentato in Poirot la serie televisiva di Agatha Christie.

## Albo d'oro
| Anno | Vincitore            | Nazionalità          | Professione                   |
| 2003 | David Suchet         | Regno Unito          | Attore                        |
| 2004 | Ruth Cavin           | Stati Uniti          | Editore                       |
| 2005 | David Suchet         | Regno Unito          | Attore                        |
| 2006 | Ruth Cavin           | Stati Uniti          | Docente                       |
| 2006 | Thomas Dunne         | Stati Uniti          | Editore                       |
| 2007 | Premio non assegnato | Premio non assegnato | Premio non assegnato          |
| 2008 | Linda Landrigan      | Stati Uniti          | Docente                       |
| 2008 | Janet Hutchings      | Stati Uniti          | Docente                       |
| 2009 | Kate Stine           | Stati Uniti          | Editore                       |
| 2009 | Brian Skupin         | Stati Uniti          | Editore                       |
| 2010 | William Link         | Stati Uniti          | Produttore cinematografico/TV |
| 2011 | Janet Rudolph        | Stati Uniti          | Attore                        |
| 2012 | Lee Goldberg         | Stati Uniti          | Autore, Produttore TV         |
| 2013 | Premio non assegnato | Premio non assegnato | Premio non assegnato          |
| 2014 | Tom Schantz          | Stati Uniti          | Editore The Rue Morgue Press  |
| 2015 | Premio non assegnato | Premio non assegnato | Premio non assegnato          |
| 2016 | Barbara G. Peters    | Stati Uniti          | Editore Poisoned Pen Press    |
| 2016 | Robert Rosenwald     | Stati Uniti          | Editore Poisoned Pen Press    |
| 2017 | Martin Edwards       | Regno Unito          | Autore                        |
| 2018 | Brenda Blethyn       | Regno Unito          | Attrice                       |